# 田齐

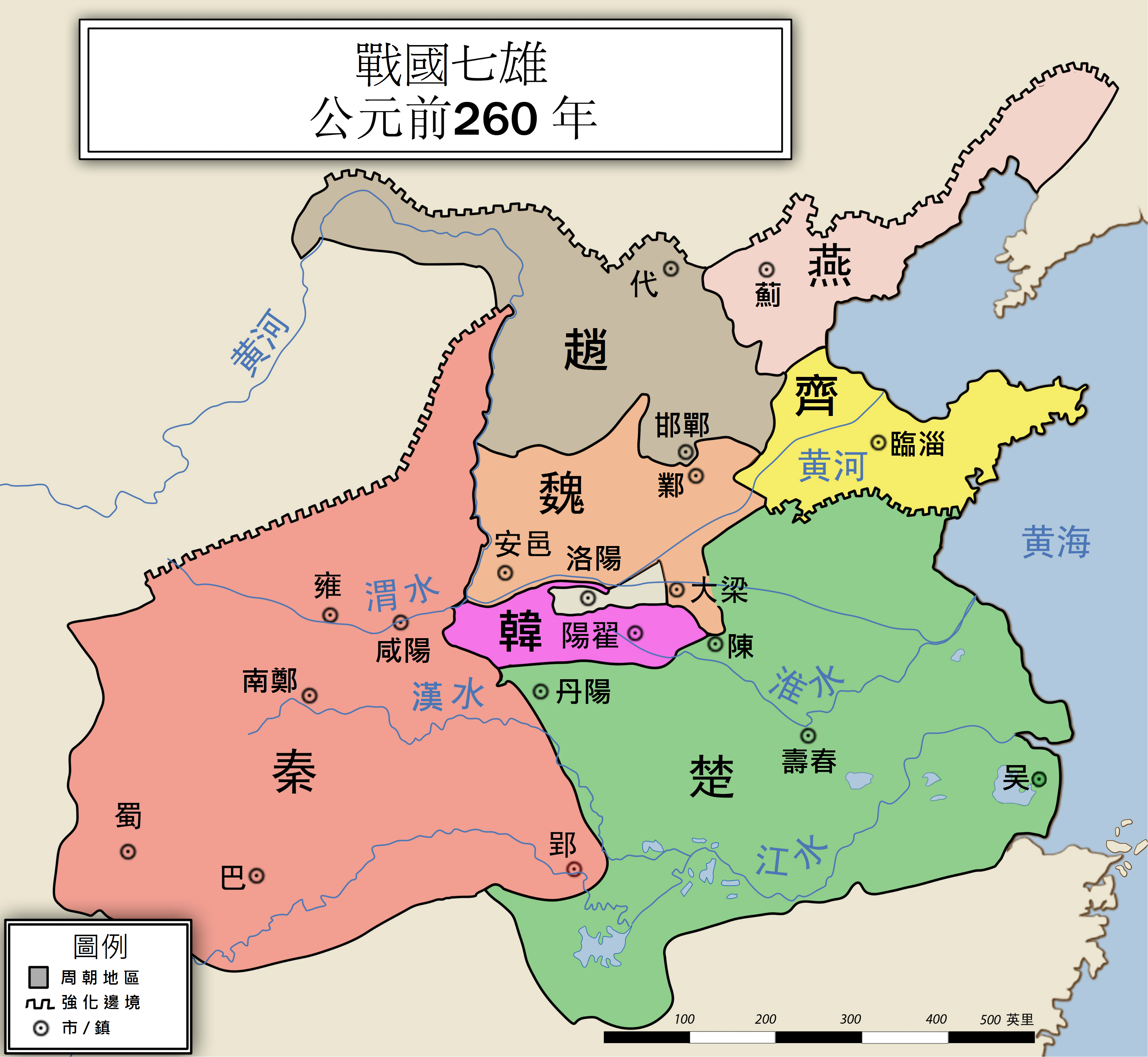
战国七雄田齐概要图（前260年）

田氏齐国，史称田齊，为田氏代齐后的齐国，是战国七雄之一，妫姓。
田氏出于陈厉公之子陈完（田完）。前672年，陈完因避難入齐，事齐桓公，為齊國大夫，陈与田古音相近，故古书往往作田。人稱「田氏」，田桓子時田氏开始强大，到了田和時流放了齐康公，自立为君，是為田和代齐。前386年周安王承认田和取代了姜齊。
田和传三代到齐威王，进行改革，国力强盛，大败魏国，开始称王，成为战国七雄之一。此后长期与秦国东西对峙。前284年五国联合攻齐，齐被燕将乐毅攻破，从此国力衰弱。前221年为秦所灭。

## 历史

### 田完入齊
前707年陳他杀太子免而自立，太子免有三弟，长为公子躍，次公子林，次公子杵臼。前706年八月，三人怨恨陳他，就讓蔡國人謀殺陳他，陳他被杀后，公子林等拥公子躍为君，是为陳厲公。
据《左传》记载，相传在陳厲公的兒子公子完年少的時候，周朝廷的太史拿著《周易》見厲公，厲公要他給公子完卜卦，在六十四卦中得到“《观》之《否》”的结果。太史預言公子完將要享有國家，但不在本國，也不是他這一代人，而是在其子孫。而被他的子孫取得的那個國家，將會是一個姜姓國。然而事物不可能兩全其美，要等到陳國衰亡後，他的子孫才會昌盛。
前700年八月，公子林繼立，是为陳莊公。莊公在位七年卒，弟公子杵臼立，是为陳宣公。
公子完和陳宣公的太子御寇交好。前672年宣公想要改立太子，於是殺了太子御寇，公子完逃往齊國，當時齐国為姜姓为大国，最强势时疆域东到海，西到黄河，南到泰山，北到无棣（今河北盐山南）。其君主為姜太公的後裔，齊桓公。桓公頗為賞識，命公子完任工正，陳完入齊後，人稱田完。
田完生田孟夷，田孟夷生子田孟莊、田孟莊生子田文子，文子時，田氏逐漸變強，死後傳位田桓子。

### 田氏專權
前532年，齊惠公後代的欒氏、高氏被田桓子聯合鮑氏所滅，欒施和高彊奔魯國，齊國姜姓公族勢力大大減弱。桓子傳田武子，武子卒，無子，弟田乞即位，是為田僖子。
田僖子在位時，甚至以「大斗出小斗進」等手段極力拉攏平民和失勢的公族，僖子向百姓征收赋税时用小斗收进，借给百姓粮食时用大斗，向百姓施以恩德，晏婴多次向齐景公进谏，齐景公却不干涉。晏嬰認為田家的先祖箕伯、直柄、虞遂、伯戏和先君陳胡公、大姬已經來到齊國，接受祭祀了。齊國將要成為田氏的了。
田氏的支系子孫田穰苴因打敗晉、燕兩軍被任為大司馬，因田氏勢力擴大而警惕的高張、國夏對齊景公說穰苴的壞話，司馬穰苴被免官。田僖子立志要除掉高氏和國氏。
前500年，晏嬰去世。由高氏、國氏兩大夫把持朝政。前489年，景公病重，遺命國夏、高張扶立少子公子荼為太子，驅逐群公子，把他們發配至東萊。
不久，田乞發動宮廷政變，滅高、國兩家，高張被殺、國夏奔莒、晏圉奔魯。田乞弒殺安孺子，與鮑牧及諸大夫另立年齡較長的公子陽生為國君，是為悼公。
前485年，田成子田恆唆使大夫鮑息弒齊悼公，立公子壬為國君，是為簡公。前481年，田恆發動政變，殺死了闞止和簡公，擁立簡公弟弟公子驁為國君，是為平公。
自此之後，田成子獨攬齊國大權，盡誅鮑、晏諸族。田氏家族專權於齊國平公、宣公、康公三代。

### 田齐時代
陳完後人田和擔任齐相国时，将齊康公放逐到海上，自立为君，于是，姜姓齐国成了田齐。这就是历史上的田氏代齊。
田齐立国时，已進入戰國時期，齐成为战国七雄之一。田和是第一代田齐之君，是為太公和。田和之孙齐桓公午临淄置稷下学宫，“设大夫之号”，招聚天下贤士。前386年周安王承认田和为齐侯。到威王、宣王时，稷下人才济济，成为东方学术文化的中心。齐威王任用邹忌为相，改革政治，齐国遂强大。前353年，齐大败魏国于桂陵。前341年，齐又大败魏军于马陵。前334年，齐威王与魏惠王“会徐州相王”，正式称王。威王晚年，相邦邹忌与将军田忌争政。前322年，田忌攻临淄，求邹忌，不胜，逃亡楚国。
前314年，燕国发生“子之之乱”；在孟轲劝说下，齐宣王命匡章率“五都之兵”、“北地之众”攻破燕國，齐国实力极盛。前301年，齐联合韩、魏国攻楚，大败之。前298年-前296年，齐联合韩、魏连年攻秦，入函谷关，迫秦求和。前288年，齐、秦并称东、西帝，旋皆放弃帝号。次年，苏秦、李兑合赵国、齐、楚、魏、韩攻秦，罢于成皋。前286年，齊湣王乘宋國內亂，於是出兵灭宋。由於齊國獨自霸佔宋國國土，引來其他各國不滿，秦國於是與趙、楚等和談，前284年，燕昭王以乐毅为上将军，合燕、秦、韩、赵、魏伐齐攻入临淄，连下七十余城，齐城不下者只有莒縣和即墨。湣王逃入莒，被淖齿杀死。王孙贾与莒人杀淖齿，立湣王子法章为齐襄王。燕引兵东围即墨，城中推举田单为将。双方相持达五年。前279年，田单组织反攻，用“火牛阵”大败燕军，收复失地。齐虽复国，但元气大伤，无力再与秦抗衡。
前236年，秦王乘赵国进攻燕国之际，分两路大军攻赵，拉开了统一战的序幕。秦国重金收买了齐丞相勝，齐王建听信了后胜的主张，使齐国即不合纵抗秦，也不加强武力战备。秦国灭五国后，齐王才顿感到秦国的威胁，慌忙将军队集结到西部边境，准备抵御秦军的进攻。前221年，秦王在灭亡韩、魏、楚、燕、赵之后，以齐拒绝与秦互通使者为由，命駐守燕地的王贲率领秦军伐齐，秦军由燕地南下直奔齐都临淄（今山东淄博北）。齐國西部主力未能回援，临淄民眾面对秦军突然来攻，措手不及，不敢抵抗。齐王建出城投降，齐国灭亡。秦国滅除六國，统一天下，在齐地设置齐郡和琅邪郡。

## 著名事件
- 田氏代齐
- 桂陵之战（围魏救赵）
- 马陵之战
- 田单复国

## 人物

### 公族
- 田布（古本《竹書紀年》）
- 田孫（古本《竹書紀年》）
- 田會（古本《竹書紀年》）
- 田壽（古本《竹書紀年》）
- 孺子田喜，田郯子（古本《竹書紀年》）
- 田婴
- 孟嘗君田文

### 將軍
- 檀子，即田解子（《田世家》、《說苑》）
- 黔夫，即黔逐子（《田世家》、《說苑》）
- 北郭刁勃子（《說苑》）
- 田種首子，即種首（《田世家》）
- 田盼，朌子（《田世家》）
- 田忌，或作田居子、田期、田期思、田臣思、陳忌、陳臣思、徐州子期（《說苑》、古本《竹書紀年》、《戰國策》）
- 孫臏，軍師（《孫武列傳》）
- 匡章
- 韓聶
- 王蠋
- 太史敫
- 田單

### 文臣
- 括子（《淮南子》）
- 牛子（《淮南子》）
- 無害子（《淮南子》）
- 淳于髡（《田世家》、《新序》、《說苑》）
- 即墨大夫（《田世家》）
- 阿大夫，被烹（《田世家》）
- 段干朋，或作段干綸（《田世家》、《齊策一》）
- 牟辛，大夫（《田世家》）
- 茅焦
- 貂勃
- 王孫賈
- 莊暴，（《莊暴見孟子章》）

### 相国
- 成侯鄒忌，一作騶忌子（《田世家》、《六國表》、《新序》）
- 勝

### 陰陽家
- 鄒衍

### 女性
- 鄒忌妻（《齊策一》）
- 齊湣王后（《田世家》）

### 其他
- 徐公（《齊策一》）

## 註解
1. ↑  陈国的公子完逃到了齐国，齐桓公封之為工正，列為大夫，「陳」、「田」古音相近，因此又称田完。田与陈逐渐成为不同的姓氏
2. ↑  《左傳·莊公二十二年》：其少也。周史有以《周易》见陈侯者，陈侯使筮之，遇《观》之《否》。曰：“是谓‘观国之光，利用宾于王。’代陈有国乎。不在此，其在异国；非此其身，在其子孙。光，远而自他有耀者也。《坤》，土也。《巽》，风也。《乾》，天也。风为天于土上，山也。有山之材而照之以天光，于是乎居土上，故曰：‘观国之光，利用宾于王。’庭实旅百，奉之以玉帛，天地之美具焉，故曰：‘利用宾于王。’犹有观焉，故曰其在后乎。风行而著于土，故曰其在异国乎。若在异国，必姜姓也。姜，大岳之后也。山岳则配天，物莫能两大。陈衰，此其昌乎。”
3. ↑  《左傳·昭公三年》：……齐其为陈氏矣！……陈氏三量，皆登一焉，钟乃大矣。以家量贷，而以公量收之。……箕伯、直柄、虞遂、伯戏，其相胡公、大姬，已在齐矣。
4. ↑  顧德融、朱順龍 著《中國斷代史系列：春秋史》 上海人民出版社 ISBN 7-208-03612-8 第六章 春秋時代的社會構成與階級鬥爭 第三節 各國新舊勢力的鬥爭，國家政權的封建化 三、齊國田氏（陳氏）代姜齊
5. ↑  《史記·卷六十四·司馬穰苴列傳 第四》：已而大夫鮑氏、高、國之屬害之，譖於景公。景公退穰苴，苴發疾而死。田乞、田豹之徒由此怨高、國等。其後及田常殺簡公，盡滅高子、國子之族。
6. ↑  《史記·卷三十二·齊太公世家第二》：五十八年夏，景公夫人燕姬適子死。景公寵妾芮姬生子荼，荼少，其母賤，無行，諸大夫恐其為嗣，乃言願擇諸子長賢者為太子。景公老，惡言嗣事，又愛荼母，欲立之，憚發之口，乃謂諸大夫曰：“為樂耳，國何患無君乎？”秋，景公病，命國惠子、高昭子立少子荼為太子，逐群公子，遷之萊。景公卒，太子荼立，是為晏孺 子。冬，未葬，而群公子畏誅，皆出亡。荼諸異母兄公子壽、駒、 黔奔衛，公子駔、陽生奔魯。萊人歌之曰：“景公死乎弗與埋，三軍事乎弗與謀，師乎師乎，胡黨之乎？”
7. ↑  《史記·卷三十二·齊太公世家第二》：晏孺子元年春，田乞偽事高、國者，每朝，乞驂乘，言曰：“子得君，大夫皆自危，欲謀作亂。”又謂諸大夫曰：“高昭子可畏，及未發，先之。”大夫從之。六月，田乞、鮑牧乃與大夫以兵入公宮，攻高昭子。昭子聞之，與國惠子救公。公師敗，田乞之徒追之，國惠子奔莒，遂反殺高昭子。晏圉奔魯。八月，齊秉意茲。田乞敗二相，乃使人之魯召公子陽生。陽生至齊，私匿田乞家。十月戊子，田乞請諸大夫曰：“常之母有魚菽之祭，幸來會飲。”會飲，田乞盛陽生橐中，置坐中央，發橐出陽生，曰：“此乃齊君矣！”大夫皆伏謁。將與大夫盟而立之，鮑牧醉，乞誣大夫曰：“吾與鮑牧謀共立陽生。”鮑牧怒曰：“子忘景公之命乎？”諸大夫相視欲悔，陽生前，頓首曰：“可則立之，否則已。”鮑牧恐禍起，乃復曰：“皆景公子也，何為不可！”乃與盟，立陽生，是為悼公。悼公入宮，使人遷晏孺子於駘，殺之幕下，而逐孺子母芮子。芮子故賤而孺子少，故無權，國人輕之。

## 延伸阅读
[在维基数据编辑]
 《史記/卷046》，出自司馬遷《史記》